# 碘化亚锡
碘化亚锡是一种无机化合物，化学式为SnI2。它是单斜晶系的晶体，空间群C2/m。

## 制备
碘化亚锡可由锡和氢碘酸反应得到：
Sn + 2 HI → SnI2 + H2↑
也能由复分解反应制备：
SnCl2 + 2 KI → SnI2↓ + 2 KCl

## 性质
碘化亚锡易溶于氢碘酸（水溶液），难溶于液态碘化氢。在乙醚中可以被镁还原为锡。加热时也能被氢气还原为单质。
在有机溶剂中，碘化亚锡可以和一些碘化物反应，生成三碘合锡(II)酸盐：
CH3NH3I + SnI2 → CH3NH3SnI3